# FKM
FKM é a designação para aproximadamente 80% de fluoro-elastômeros como definido na norma ASTM D1418. Outros elastômeros fluorados são os perfluoro-elastômeros (FFKM) e borrachas tetrafluoro etileno/propileno (FEPM). Todos os elastômeros FKM contém fluoreto de vinilideno como um monômero. Originalmente desenvolvidos pela DuPont (Viton®), os FKM são hoje também produzidos pela Daikin Chemical (Dai-El), 3M's Dyneon (Dyneon Fluoroelastomers) e Solvay-Solexis (Tecnoflon). Fluoroelastômeros são mais caras que elastômeros neoprene ou borracha nitrílica parcialmente por que fornecem resistências térmica e química adicionais. FKMs podem ser divididos em diferentes classes com base em sua composição química, seu conteúdo de flúor e seus mecanismos de reticulação (cross-link). 